# El Techo de la Ballena

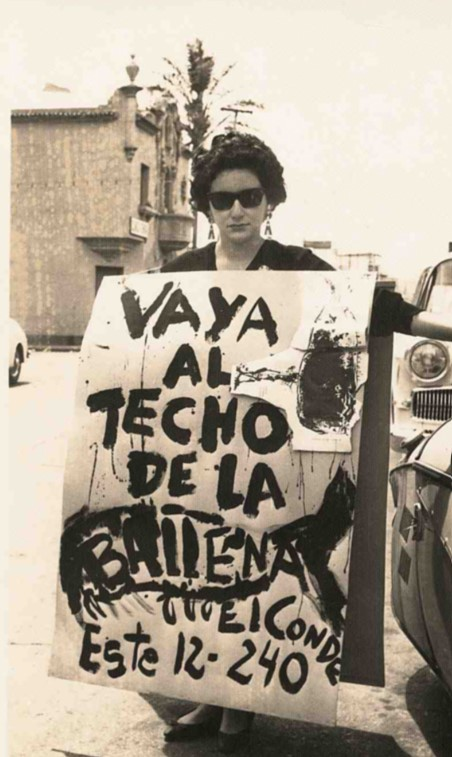
Cartel promocional de la exposición «Para restituir el magma», marzo de 1961.

 El Techo de la Ballena (1961-1969) fue un grupo artístico-literario inscrito en las vanguardias venezolanas de los años sesenta, quizá su exponente más destacado; sus actividades se desarrollaron primariamente en Caracas. Es definido por algunos críticos como un grupo con propósitos revolucionarios y medios multidisciplinarios. El grupo estuvo conformado por artistas plásticos, escultores, narradores y poetas.
La primera expresión del grupo surge entre Carlos Contramaestre, Caupolicán Ovalles y Alfonso Montilla, en Salamanca, España. Se dedicaban a diversas expresiones artísticas, incluyendo el teatro.
Muchos miembros de El Techo de la Ballena participaron activamente en Sardio –otro grupo, netamente literario, con una revista y una editorial homónimas–, como fue el caso de Adriano González León. Sardio se fragmenta por diferencias políticas exacerbadas con la llegada de Fidel Castro al poder en Cuba. Los sardianos afines a la izquierda pasaron a formar parte de El Techo de la Ballena, y algunos de los demás miembros pasaron a formar parte la agrupación literaria Tabla Redonda.
Entre sus miembros más destacados están Juan Calzadilla, Salvador Garmendia, Adriano González León, Perán Erminy, Edmundo Aray, Efraín Hurtado, Rodolfo Izaguirre, Caupolicán Ovalles, Francisco Pérez Perdomo, Hugo Baptista, Alberto Brandt, Pedro Briceño, Carlos Contramaestre, Daniel González, Fernando Irazábal, Dámaso Ogaz,  Ángel Luque, Gabriel Morera, Jose Maria Cruxent,  Charles y Georges Casanova entre otros. 

## Contexto histórico
La década de los sesenta fue uno de los períodos más convulsos en el panorama internacional del siglo XX. Cultural, social y políticamente es considerado el decenio de la rebelión juvenil. Se conformaron innumerables movimientos de protesta y liberación marcados con los signos de la contestación y la irreverencia. Al hacer un recuento de los eventos que radicalizaron este período se debe hacer mención a la Guerra Fría, el levantamiento del Muro de Berlín, la crisis generada por la Guerra de Vietnam, la carrera armamentista, el Mayo Francés, la conformación del movimiento hippie, la expansión mundial del rock y la canción de protesta, el movimiento feminista, la prensa underground, el vertiginoso avance de la revolución científico-técnica, la Revolución cultural china, la conquista del espacio, la expansión de la experiencia psicodélica, el auge del misticismo oriental y la psicología de la liberación y la revolución cubana, entre muchos otros. 
En este marco, las naciones latinoamericanas funcionan como satélites de los intereses de países y economías hegemónicas, adoptando el perfil de proveedores de materia prima. Del mismo modo, la revolución cubana significó un punto de contraposición a lo que estaba sucediendo en el continente. La sacudida continental es inmediata y la violencia y la represión se generalizan: golpes de estado, elecciones fraudulentas, dictaduras militares, intervencionismo, alzamientos campesinos, obreros y estudiantes, guerrillas.
En Venezuela, luego de la caída de la dictadura de Marcos Pérez Jiménez, es elegido presidente Rómulo Betancourt (1959-1964) con el partido Acción Democrática. Comienza la democracia en Venezuela, pero las posturas políticas se radicalizan y los partidos de izquierda son ilegalizados en Venezuela, en el caso del Partido Comunista de Venezuela por asociaciones con la FALN. Esta política de cerco y represión afectó en gran medida a los movimientos estudiantiles, especialmente en Caracas, lo cual los llevó a tomar el camino de la lucha armada. La respuesta a tal situación culminó con una cadena de arrestos, muertes, torturas y allanamientos que generó la sensación de precaria estabilidad del régimen.
Un apretado inventario de las causas de esta situación de disturbios y agitación constante aluden a la inestabilidad económica, las difíciles condiciones del trabajador y sus aspiraciones reivindicativas, las huelgas estudiantiles por mayor libertad y autonomía, la devaluación del bolívar, el cierre de diversos medios de comunicación, la ilegalización de agrupaciones políticas, el creciente desempleo y una política reiterada de supresión de las garantías constitucionales. 
En este difícil contexto, varios grupos de intelectuales, artistas y literatos, con distintas afinidades ante el «compromiso revolucionario» y con prácticas heterogéneas, hacen vida en las principales urbes del país conformando el perfil sociocultural de una heterodoxa resistencia, manifestada en agrupaciones de carácter vanguardista. Desde la afiliación partidista a la organización en torno al rechazo, la irreverencia y la contestación ante el sistema hasta la crítica desmesurada y puramente intelectual, estos grupos van imprimiendo su sello característico en el ideario cultural de la nación. Son los años de actividad de los miembros de El Techo de la Ballena (1961-1969), agrupación que, tempranamente, define su compromiso con la realidad del país: «cambiar la vida, transformar la sociedad».  

## De Sardio a El Techo de la Ballena
Sardio (1955-1961) fue un grupo literario que surgió en oposición a la dictadura de Marcos Pérez Jiménez, mantuvo una editorial durante la dictadura y a la caída de la misma editó ocho números de una revista homónima. Sus miembros tenían orientaciones políticas distintas, lo cual comenzó a fragmentar la unidad del grupo cuando Rómulo Betancourt fue elegido presidente de Venezuela. La llegada de Fidel Castro al poder en Cuba exacerbó a los miembros de izquierda, que clamaban por otro tipo de expresión y acción, más política pero sin dejar de lado la expresión artística. Sardio se dividió en dos grupos: Tabla Redonda y El Techo de la Ballena. Algunos de los miembros de Sardio que pasaron a conformar El Techo son: Salvador Garmendia, Adriano González León, Caupolicán Ovalles, Francisco Pérez Perdomo, Rodolfo Izaguirre, Edmundo Aray, entre otros.
Uno de los aspectos de ruptura entre Sardio y El Techo de la Ballena, radica en la concepción del artista y el arte. En la visión sardiana prevalece la idea de que el artista es un clarividente, que debe conocer, por medio de la lucidez, el rigor y la disciplina, la verdad de su tiempo, su obra responde a nociones abstractas que suponen un gran arte. En cambio, El Techo de la Ballena asumió la subversión como magma creador y el Informalismo como medio de representar la realidad a la que se estaban enfrentando.

## Ediciones del Techo de la Ballena
Los Rayados sobre el Techo podrían considerarse la publicación periódica de El Techo de la Ballena. El Rayado sobre el Techo N°1 se publica, a modo de manifiesto colectivo, simultáneamente a la exposición «Para restituir el Magma» en marzo de 1961. El Rayado sobre el Techo N°2 es publicado en mayo de 1963. Ambos números tienen formato de folio grande doblado en varias partes. El Rayado sobre el Techo N°3 cambia a un formato de revista, amplía la cantidad de publicaciones y pierde su carácter de manifiesto incluyendo otros géneros literarios.
Las Ediciones del Techo de la Ballena se caracterizan por su formato cuadrado con grandes solapas, tal vez en alusión a las aletas de la ballena, y por incluir grabados o fotografías como compañía, indispensable en algunos casos, del texto. Además de las publicaciones de autores particulares, también se publicaron bajo este sello editorial los muchos catálogos de las exposiciones realizadas por el grupo en la Galería del Techo. 

### Publicaciones
- 1961

Rayado sobre el Techo, N.º 1.

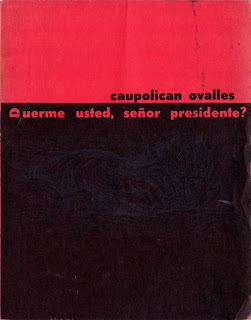
¿Duerme usted, señor Presidente?, de Caupolicán Ovalles (1962).

Catálogo de Homenaje a la cursilería y el lugar común.
- 1962

Caupolicán Ovalles: ¿Duerme usted, señor Presidente? 
Dámaso Ogaz: Espada de doble filo.
Juan Calzadilla: Dictado por la jauría. 
- 1963

Adriano González León: Asfalto-Infierno. 
Oliverio Girondo: Topatumba. 
Rayado sobre el Techo, N.º 2.
Caupolicán Ovalles: En uso de la razón. 
Edmundo Aray: Twist presidencial. 
Francisco Pérez Perdomo: Los venenos fieles.
Edmundo Aray: Sube para bajar.
- 1964

Salvador Garmendia: Día de ceniza (Cal’s feuilleton). 
Rayado sobre el Techo, N.º 3. 
Juan Calzadilla: Malos modales.
- 1967

Juan Calzadilla: Las contradicciones sobrenaturales. 
Caupolicán Ovalles: Elegía en rojo a la muerte de Guatimocín, mi padre, alias El Globo. 
Dámaso Ogaz: La ballena y lo majamámico. 
- 1968

Carlos Contramaestre: Cuatro argumentos para el reposo. 
Ezequiel Zaad: Hablar con propiedad. 
- 1969

Carlos Contramaestre: Armando Reverón, el hombre mono. 
Adriano González León: País portátil (Seix Barral, Barcelona).

## Galería del Techo

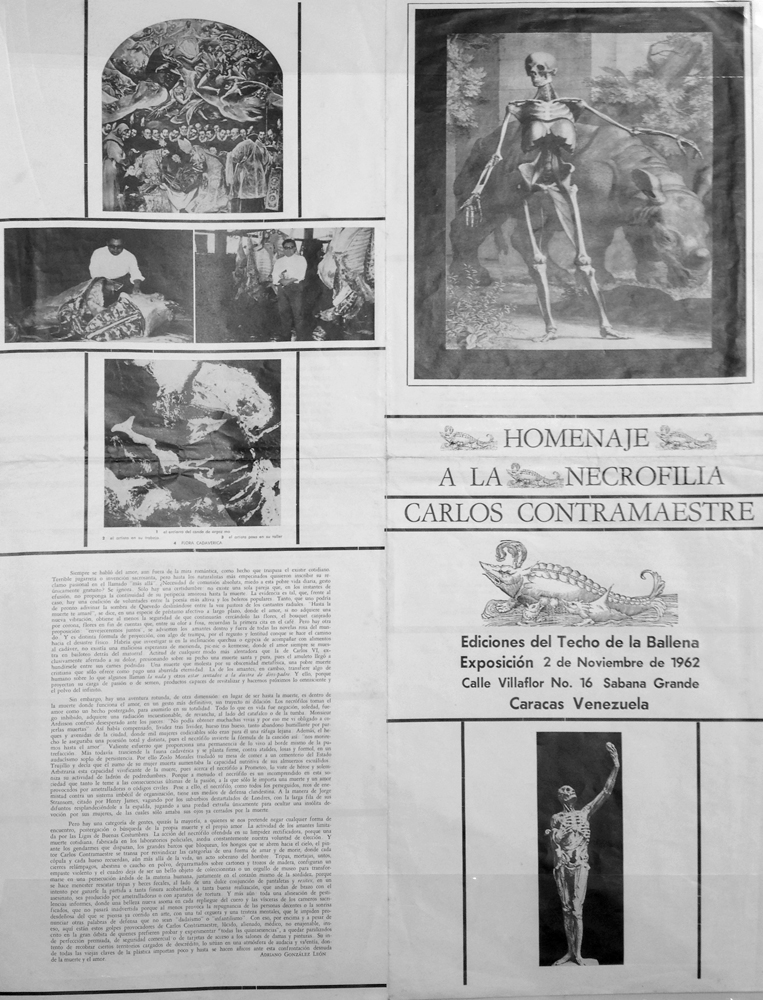
Texto de sala de la exposición «Homenaje a la Necrofilia» (1965).

El Techo de la Ballena abre su primera galería en el garaje de una quinta en la Urbanización El Conde, ubicada en el terreno donde ahora se encuentra Parque Central (Caracas).  En 1965 abren un espacio más grande en la Quinta Villaflor, en Sabana Grande. Los integrantes de El Techo no limitaron su campo de acción al espacio que su propia galería les brindaba, muchos de ellos expusieron en otras salas expositivas y museos.

### Exposiciones
- 1961

Marzo: Para restituir el magma. 
Mayo: Homenaje a la cursilería y el lugar común
- 1962

Noviembre: Homenaje a la Necrofilia, de Carlos Contramaestre.
- 1965

Abril: La llave de los campos, de Roberto Matta.
Mayo: Cuadros de Pantoja, Óscar Pantoja. 
Julio: Las jugadoras, de Jacobo Borges.
Agosto: Cómo son los héroes, Paolo Gasparini.
Septiembre: Sala del trono, de Marcos Miliani. 
- 1966

Enero: Pinturas laicas, de Rogelio Polesello. 
Marzo: La Ballena cierra el Techo, colectiva
- 1967

Enero: Testimonios.
Agosto: Ballenario, colectiva.
Agosto: Siné: SinéBallena.